# Бехем, Бальтазар
Бальтазар Бехем (1450 год, Краков — 1508 год, Краков) — краковский чиновник, нотариус. Написал кодекс, который был назван его именем.
С 1473 по 1478 год обучался в Краковской академии, по окончании которой получил научную степень бакалавра. С 1488 года работал в городской канцелярии заместителем нотариуса. С 1500 года служил городским нотариусом.
Является автором рукописного кодекса с иллюстрациями, описывающего краковские привилеи и титулы. Автор иллюстраций неизвестен. Иллюстрации кодекса изображают сцены работы краковских ремесленников и повседневную жизнь горожан на рубеже XV и XVI веков. Кодекс был подарен городскому совету Кракова.
С 1505 года этот кодекс стал носить его имя.

## Источник
- Wielka historia Polski, t. XI A-J, Wydawnictwo Pinnex, ISBN 83-86651-40-7, tu hasło Behem Baltazar, s. 43, 44.
- Karol Estreicher, w: Polski Słownik Biograficzny. T. 1. Kraków: Polska Akademia Umiejętności — Skład Główny w Księgarniach Gebethnera i Wolffa, 1935, s. 398—399. Reprint: Zakład Narodowy im. Ossolińskich, Kraków 1989, ISBN 8304034840